# Pic Knutzen

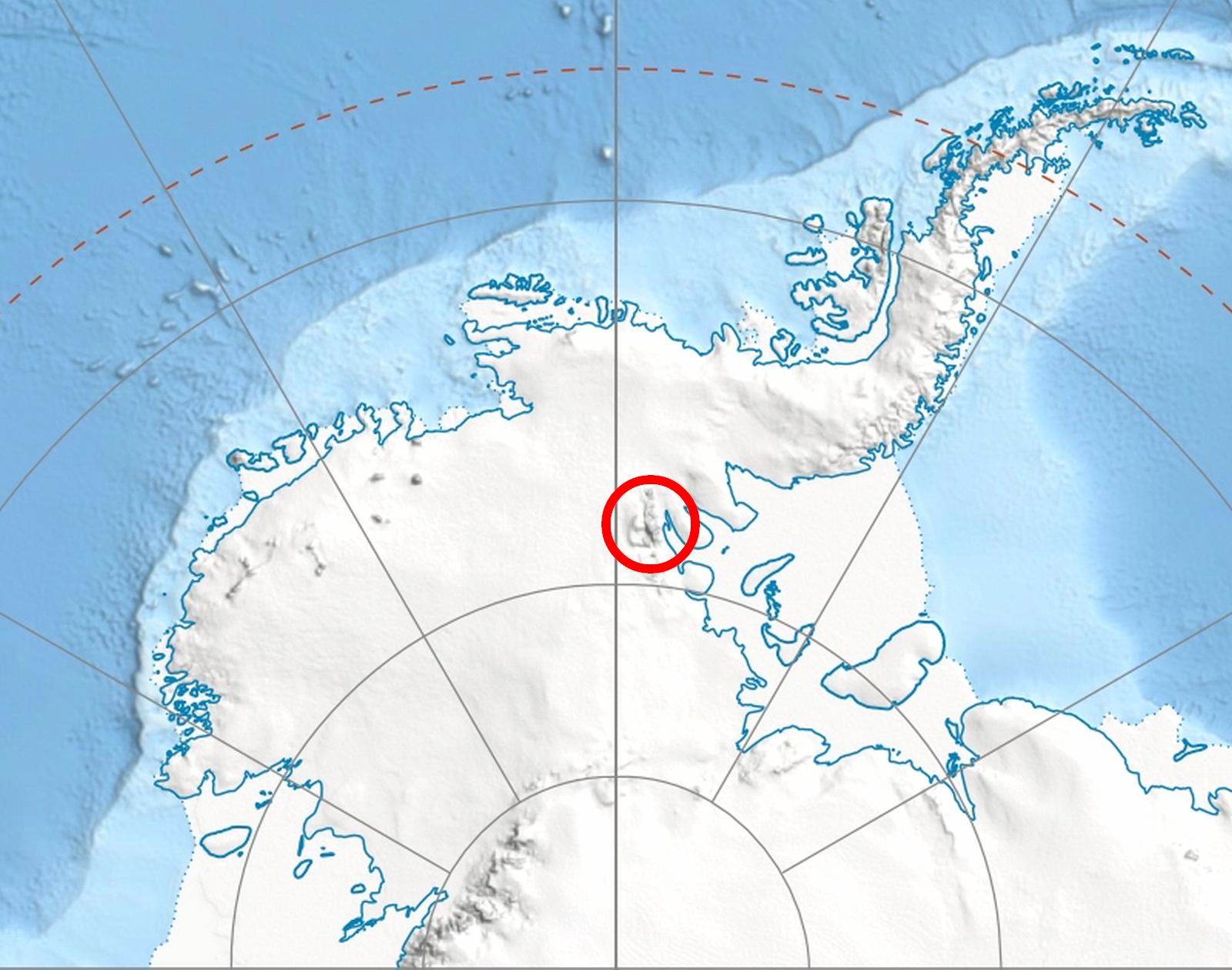
Ubicació de Sentinel Gamma en Antàrtida Occidental.

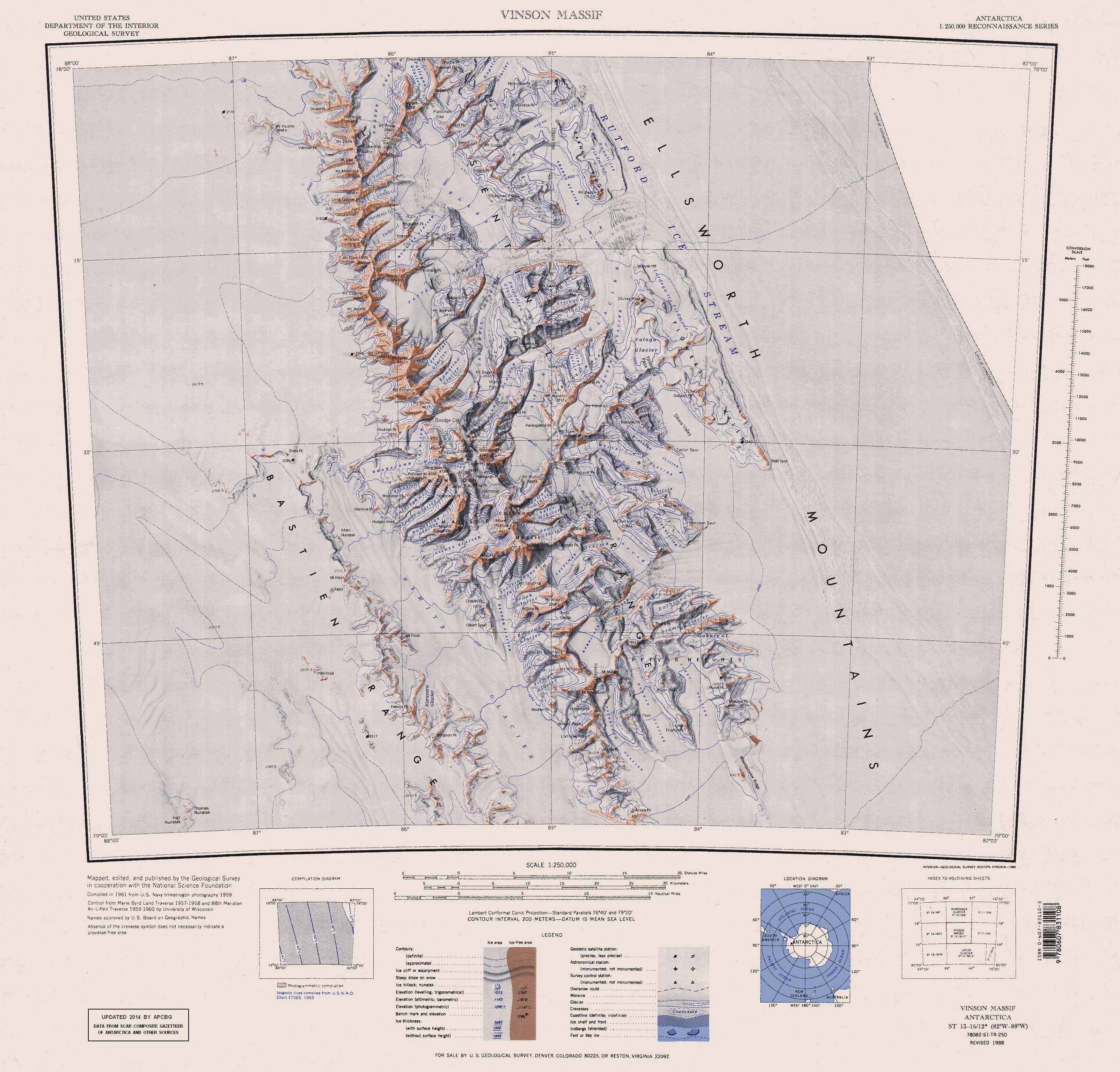
Central i del sud Sentinel mapa de Gamma.

El Pic Knutzen és un cim esmolat i rocós de 3.373 metres (11,066 ft) situat al costat nord del Taylor Ledge a la Serralada Sentinel de les Muntanyes Ellsworth a l'Antàrtida. Sobrepassa la Glacera Branscomb a l'est i al sud.
El cim va ser anomenat per la US-ACAN el 2006 en honor de Donald H. Knutzen, enginyer topogràfic del U.S. Geological Survey a la Serralada Sentinel el anys 1979 i 1980.

## Ubicació
El pic Knutzen es troba a 78° 29′ 47″ S, 85° 56′ 35″ O / 78.49639°S,85.94306°O, a 6,16 km al sud-oest del Mont Shinn, a 5,92 km a l'oest-nord-oest del Pic Branscomb i a 8,2 km al nord del Pic Brichebor. Els Estats Units el van cartografiar el 1961, i el van actualitzar el 1988.

## Mapes
- Vinson Massif. Escala 1:250 000 topographic mapa. Reston, Virginia: ENS Enquesta Geològica, 1988.
- Antàrtic Base de dades Digital (AFEGEIX). Escala 1:250000 topographic mapa d'Antàrtida. Comitè científic en Recerca antàrtica (CICATRIU). De llavors ençà 1993, regularment va actualitzar.